# Mesoleptus glaucus
Mesoleptus glaucus là một loài tò vò trong họ Ichneumonidae.